# Antona persuperba
Antona persuperba är en fjärilsart som beskrevs av Felix Bryk 1953. Antona persuperba ingår i släktet Antona och familjen björnspinnare. Inga underarter finns listade i Catalogue of Life.